# Sentivan (Čongradska županija, Mađarska)
Sentivan (mađ. Újszentiván, srp. Нови Сентиван) je pogranično selo na jugoistoku Mađarske. Da bi ga razlikovali od Svetog Ivana (Sentivana) u Bačkoj, ovom je na mađarskom pridodan pridjev "novi", Új, a onom u Bačkoj "gornji".
Površine je 15,49 km četvornih.

## Zemljopisni položaj
Nalazi se na jugoistoku Mađarske, blizu tromeđe sa Srbijom (Vojvodina) i Rumunjskom. Tiszasziget je jugozapadno, Jalova i Segedin su sjeverozapadno, Sirik je sjeverno, Deska i Karavala su sjeveroistočno, Kibik i Beba Veche su jugoistočno, granica s Vojvodinom u Srbiji je južno.

## Upravna organizacija
Upravno pripada segedinskoj mikroregiji u Čongradskoj županiji. Poštanski je broj 6754.

## Promet
Sjeverno od Sentivana ide cestovna prometnica br. 43. U obližnjem je željeznička postaja koja na željezničkoj pruzi povezuje Segedin i Makovo. Od Sirika prema jugu vodi slijepi odvojak pruge ka Sentivanu.

## Stanovništvo
2001. je godine u Sentivanu živilo 1572 stanovnika, od kojih su većina Mađari, Romi i Srbi koji imaju manjinske samouprave te pripadnici njemačke i slovačke. Katolika je 60%, 22% bez vjere.